# Espinoso del Rey
Espinoso del Rey è un comune spagnolo di 507 abitanti situato nella comunità autonoma di Castiglia-La Mancia.